# Pezuapa
Pezuapa är en ort i Mexiko.   Den ligger i kommunen Tetipac och delstaten Guerrero, i den sydöstra delen av landet, 100 km sydväst om huvudstaden Mexico City. Pezuapa ligger 1 247 meter över havet och antalet invånare är 196.
Terrängen runt Pezuapa är huvudsakligen kuperad, men åt sydväst är den bergig. Pezuapa ligger nere i en dal. Runt Pezuapa är det ganska tätbefolkat, med 78 invånare per kvadratkilometer. Närmaste större samhälle är Taxco de Alarcón, 11,1 km söder om Pezuapa. I omgivningarna runt Pezuapa växer huvudsakligen savannskog.